# Orohermes crepusculus
Orohermes crepusculus là một loài côn trùng trong họ Corydalidae thuộc bộ Megaloptera. Loài này được Chandler miêu tả năm 1954.